# Ricse
Ricse ist eine ungarische Großgemeinde im Kreis Cigánd im Komitat Borsod-Abaúj-Zemplén.

## Geografische Lage
Ricse liegt in Nordungarn, 91 Kilometer nordöstlich des Komitatssitzes Miskolc, 9 Kilometer nordöstlich der Kreisstadt Cigánd, 2 Kilometer südlich der Grenze zur Slowakei, am Kanal Ricsei-föcsatorna und am rechten Ufer der Theiß. Nachbargemeinden sind Semjén, Lácacséke und Révleányvár.

## Geschichte
Im Jahr 1913 gab es in der damaligen Kleingemeinde 317 Häuser und 1955 Einwohner auf einer Fläche von 4358 Katastraljochen. Sie gehörte zu dieser Zeit zum Bezirk Bodrogköz im Komitat Zemplén.

## Gemeindepartnerschaften
- Caselette, Italien[3]
- Kołaczyce, Polen[3]

## Söhne und Töchter der Großgemeinde
- Arthur Liebermann (1870–1950), deutsch-palästinensicher Rabbiner
- Adolph Zukor (1873–1976), ungarisch-amerikanischer Filmproduzent